# Kiży
Kiży (ros. Кижи) – wyspa na jeziorze Onega, w Karelii, w rejonie miedwieżjegorskim, w północnej Rosji, na której znajduje się kompleks drewnianych cerkwi, kaplic i domów. Kiży to jedno z najpopularniejszych wśród turystów miejsc Rosji.
Wyspa Kiży ma długość ok. 7 km i szerokość 0,5 km. Jest otoczona przez ok. 5000 mniejszych wysepek (wielkości ok. 2x2 m), jak również nieco większych, o długości do 35 m. W XVI wieku wyspa stała się lokalnym centrum i zjednoczyła ok. 100 okolicznych wsi.
Na Kiży, we wsi o tej samej nazwie w 2013 roku żył tylko 1 człowiek.

## Cerkiew Przemienienia Pańskiego

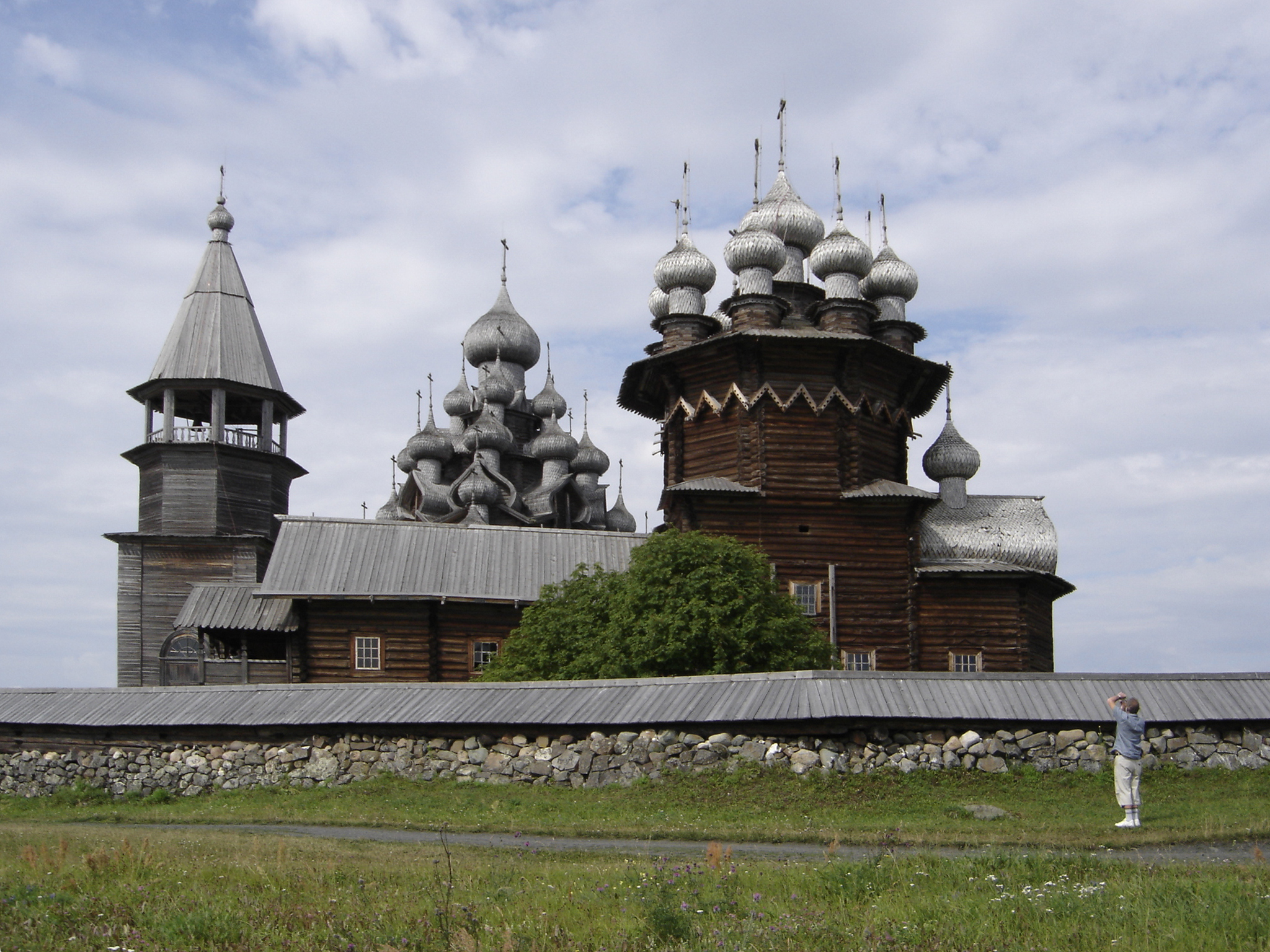
Cerkiew Przemienienia Pańskiego

Cerkiew Przemienienia Pańskiego została zbudowana w 1714 roku i jest najbardziej wyróżniającym się zabytkiem zespołu architektonicznego Kiży. Jest to zabytek znaczenia międzynarodowego, wpisany na listę światowego dziedzictwa UNESCO i na listę dziedzictwa kulturalnego Federacji Rosyjskiej. Wzorem dla cerkwi Przemienienia Pańskiego była cerkiew opieki Najświętszej Bogurodzicy z 1708 roku, znajdująca się we wsi Anchimowo w obwodzie wołogodzkim.
Obecna cerkiew została wzniesiona na miejscu starej, spalonej po uderzeniu pioruna. Tożsamość budowniczych i architektów jest nieznana. Wysokość cerkwi to 37 m, została ona zbudowana z drewna, zgodnie z tradycją ruskiego rzemiosła, bez gwoździ (z wyjątkiem fragmentów iglic na kopułach, które zostały przybite maleńkimi gwoździami). Świątynia należy do typu „letnich”, co oznacza, że zimą nie odprawia się tam nabożeństw.
Cerkiew zwieńczają 22 kopuły, rozmieszczone regularnie. Świątynia posiada również elementy obronne, służące dawniej do odparcia ataku najeźdźców. Prezbiterium pokryte jest trójspadzistym dachem. Wejście do cerkwi ma formę dwuspadzistego krytego skrzydła. Perłą wnętrza jest czteroczęściowy, składający się z 102 ikon, ikonostas, którego rama pochodzi z początków XIX wieku. Jego ikony dzielą się na trzy grupy: najstarsze, obrazy Przemienienia Pańskiego oraz Opieki Matki Bożej, datuje się na koniec XVII wieku, są one typowe dla stylu północnego. Nieco niżej znajduje się druga grupa ikon, namalowanych w 2. połowie XVIII wieku, zaś najwyżej na ikonostasie znajdują się ikony z trzeciej ćwierci XVIII wieku, przywiezione z głębi Rosji.
Budynek cerkwi został postawiony bez kamiennych fundamentów, jedynie pod zachodnim skrzydłem cerkwi poprowadzony jest niewielki ich fragment, pochodzący z 1870 roku. Materiał, z którego zbudowano świątynię, to drewno sosnowe, jedynie niewielkie fragmenty są zbudowane ze świerku. W ukrytych konstrukcjach kopuł znajdują się również elementy brzozowe.

## Inne zabytki
Do innych zabytków wyspy Kiży zaliczają się:
- cerkiew Opieki Matki Bożej – „zimowa” świątynia (nabożeństwa odprawiane od 1 października do Wielkanocy), została zbudowana w 2. połowie XVII wieku. Pierwotny ikonostas z cerkwi Opieki został zniszczony, obecny został wykonany w latach 50. i składają się na niego ikony przywiezione zza jeziora Onega, pochodzące z XVII i XVIII wieku, najbardziej wyróżnia się wśród nich ikona przedstawiająca Cud Flora i Laura”.
- dzwonnica – najwyższy zabytek kompleksu wyspy Kiży, powstała na miejscu zniszczonej przez naturę poprzedniczki w 1862 roku.
- cerkiew wskrzeszenia Łazarza – przywieziona z monastyru z miasta Murom, skromna, cmentarna cerkiew, posiada ikonostas składający się z dwóch rzędów ikon, nie starszych niż z XVI wieku.
- kaplica Michała Archanioła – przywieziona ze wsi Lelikoziero, w kaplicy zachował się ikonostas i malowidła na suficie z końca XVII wieku.